# Gerhard Lohse
J. Gerhard Lohse (Fünfhausen kod Oldenburga, 10. siječnja 1851. – Oldenburg, 2. siječnja 1941.), njemačko-britanski astronom

## Životopis
Rođen 1851. u Njemačkoj. Studirao astronomiju na Sveučilištu u Göttingenu. Poslije studija otišao je u Škotsku gdje je postao drugi asistent astronom 1877. u opservatoriju Dun Echt, Aberdeenshire, koji je tada pripadao 26. lordu Crawfordu. Prvi asistent bio je Ralph Copeland.  Ondje je otkrio komet Temple-Swift 8. studenoga 1880. godine. Od 1884. unajmio ga je kao promatrača James Wigglesworth za svoj novi opservatorij kod Scarborougha, Yorkshire. Wigglesworth je postao Fellow of the RAS 1885. godine. 
Lohse se ondje služio Merzovim mikrometrom koji je dobio na posudbu od lorda Crawforda. Tim je uređajem otkrio položaje dvadeset maglica. Poslije Wigglesworthove smrti taj se opservatorij zatvorio, a Lohse se vratio u Škotsku gdje je postao asistent Copelandu, sad već prvom Kraljevskom astronomu Škotske, gdje je radio u opservatoriju u Edinburghu. Promatranja su objavili u  Copernicus II, 101 (1882). Poslije astronomske karijere Lohse se vratio u Njemačku. 
Lohse je zaslužan za otkriće 17 objekata Novog općeg kataloga, od kojih su 3 galaktike, 11 zvijezde a tri nisu potvrđena. 